# جائزة تميز للعمارة

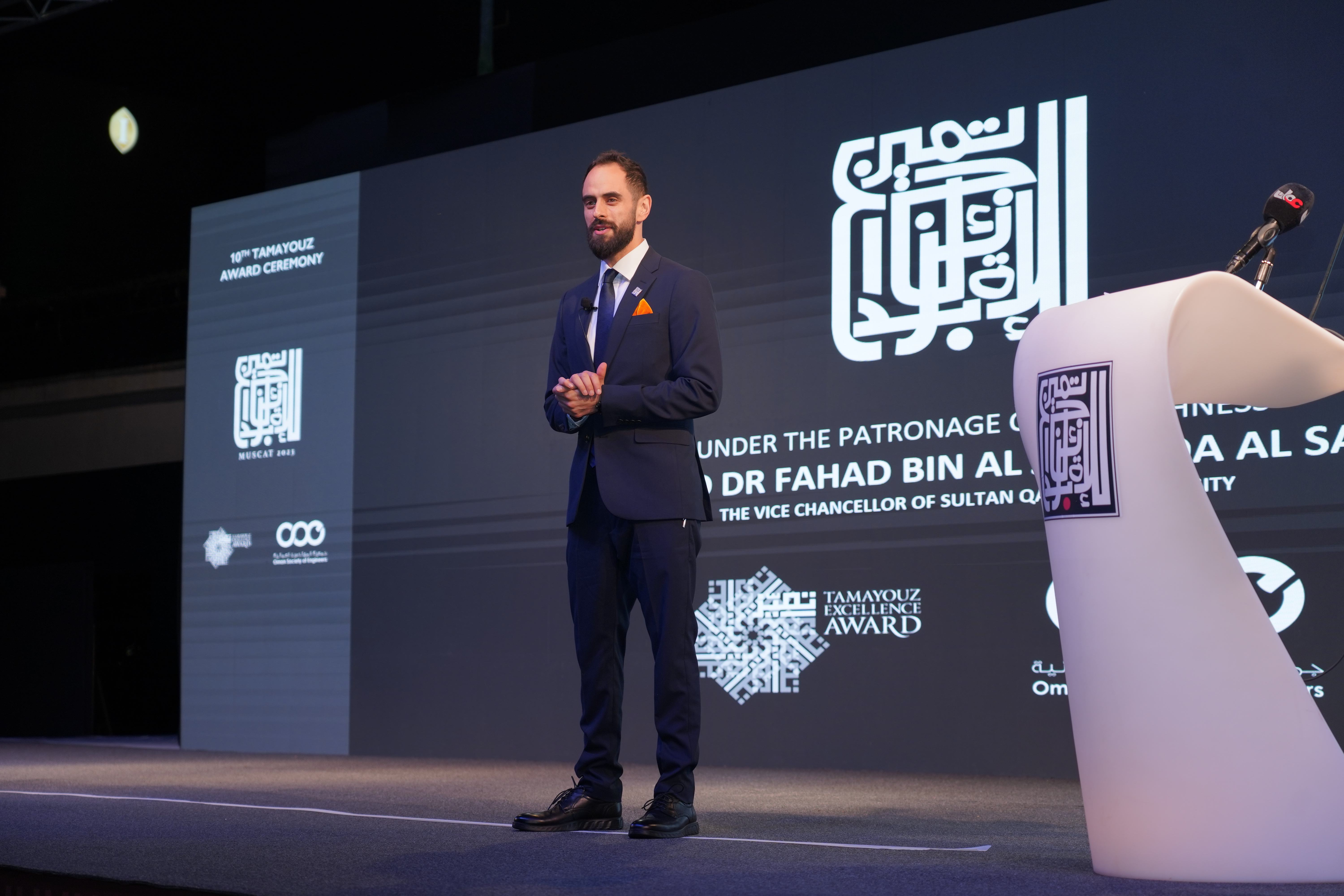
حفل جائزة تميّز في مسقط، سلطنة عُمان 2023

جائزة تميّز هي جائزة دولية للهندسة المعمارية تأسست عام 2012. وتضم ثمانية جوائز: ستة منها تكرّم الأفراد والمشاريع الطلابية والمؤسسات؛ وجائزتان مسابقات تصميم مواضيعي. تعقد جائزة تميّز دورة سنوية لجميع جوائزها. بالإضافة إلى ذلك، تنظم تميّز نقاشات عامة ومؤتمرات ومسابقات تصميم وورش عمل، وتنشر كتابًا سنويًا يوثق كل دورة والأفكار المعمارية التي تنتج.

## التاريخ
أسس الجائزة في عام 2012 المهندس المعماري والأكاديمي العراقي أحمد الملّاك، الذي أطلق في البداية جائزة لتكريم مشاريع تخرج طلاب الهندسة المعمارية في العراق. وفقًا لمقابلة مع Architectural Digest Middle East (2020)، كان ذلك لأن الملّاك رأى صعوبة يواجهها خريجي الهندسة المعمارية الجدد في مواصلة دراساتهم أو العمل خارج الشرق الأوسط دون حصولهم على شهادات إضافية. وأعرب عن أمله في أن توفر هذه الجائزة أساسًا أكثر صلابة للمهندسين المعماريين في الشرق الأوسط الذين يرغبون في العمل خارج وطنهم الأم.
تعاون الملّاك مع مهندسين معماريين وشركات معمارية مثل زها حديد وديوان للاستشارات الهندسية. كان مؤسس ديوان محمد الأعسم، والمعمارية زها حديد جزءًا من لجنة تحكيم تميّز الأولى. وصرّح الملّاك بأن هذه الشراكات مع الجائزة تعني أن الطلاب الفائزين سيتم تكريمهم من قبل متخصصين إقليميين ودوليين في مجال الهندسة المعمارية.
زادت تميّز فئات جوائزها على مر السنين لتشمل اليوم: ثماني فئات لجوائزها، و88 حكماً (يتألفون من أكاديميين في مجال العمارة والمهندسين المعماريين والباحثين من جميع أنحاء العالم)، بالإضافة إلى ما يقرب من 100 متطوع ومستشار. وبحلول دورة 2022، تلقت تميّز ما يقارب 7384 طلبًا لجوائزها الثمانية، تُمثل 101 دولة.
بالإضافة إلى الجوائز، تعقد تميّز محاضرات عامة ومؤتمرات وورش عمل. في عام 2022، عقدت تميّز أربع محادثات عامة في سلطنة عمان، مسقط. كما تم استضافة هذه الأحداث سابقَا في مواقع مختلفة بما في ذلك كوفنتري، المملكة المتحدة؛ الإسكندرية، مصر؛ عمان، الأردن؛ وبيروت، لبنان.
والجدير بالذكر أن جائزة تميّز بدأت كجائزة لمشاريع التخرج العراقية، وأصبحت الآن برنامج جوائز دولية تعترف بالمهندسين المعماريين والمؤسسات المعمارية والمشاريع من جميع أنحاء العالم. ومن خلال: جائزة رفعت الجادرجي وجائزة ديوان للعمارة - تدعو المهندسين المعماريين في جميع أنحاء العالم لتقديم مشاريع تتناول موضوعات الجوائز. تنشر المشاريع المختارة في قائمة المرشحين على الإنترنت وهي مصدر مفتوح للأفكار لتحديات التنمية الحضرية.

## فئات الجائزة
| الجائزة                                                       | الاختصاص |
| ------------------------------------------------------------- | --- |
| جائزة مشاريع التخرج الدولية                                   | تقييم هذه الجائزة مشاريع التخرج لطلاب الهندسة المعمارية في جميع أنحاء العالم. وأطلقت جائزة تميّز في عام 2022 منصة أفضل 100 مشروع تخرج معماري في العالم. |
| جائزة المرأة في العمارة والبناء                               | تكرم هذه الجائزة بالنساء اللواتي يساهمن في البيئة في الشرق الأدنى وشمال إفريقيا. وتنقسم الجائزة إلى جائزة النجمات الصاعدات وجائزة المرأة ذات الإنجاز المتميز. |
| جائزة شخصية العام المعمارية في الشرق الأوسط - جائزة محمد مكية | تكرم هذه الجائزة بالمؤسسات أو الأفراد في جميع أنحاء العالم الذين طوّروا أو روجوا لمجال الهندسة المعمارية من حيث صلته بمنطقة الشرق الأوسط وشمال إفريقيا. |

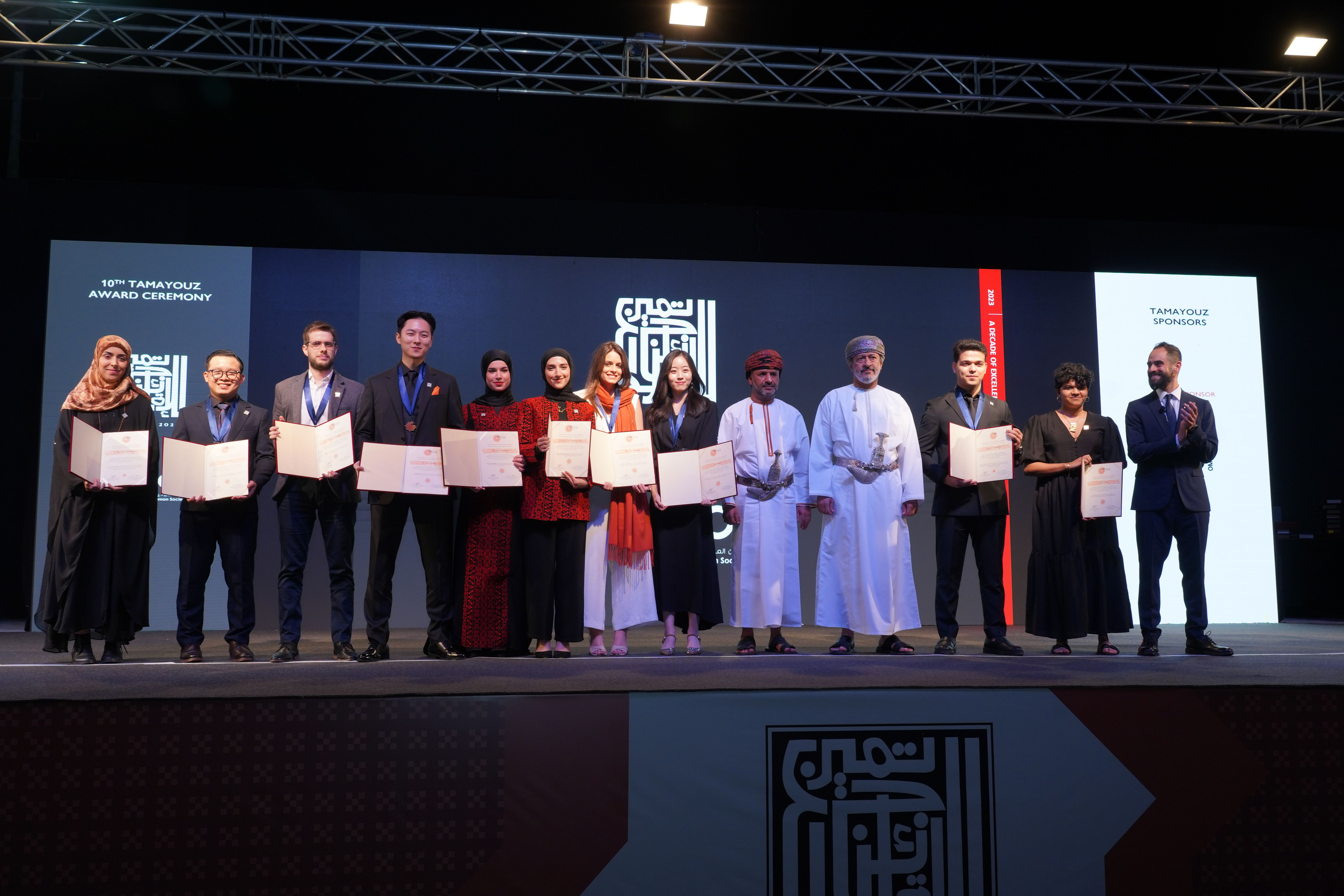
تكريم الفائزين بجائزة مشاريع التخرج الدولية - حفل 2023

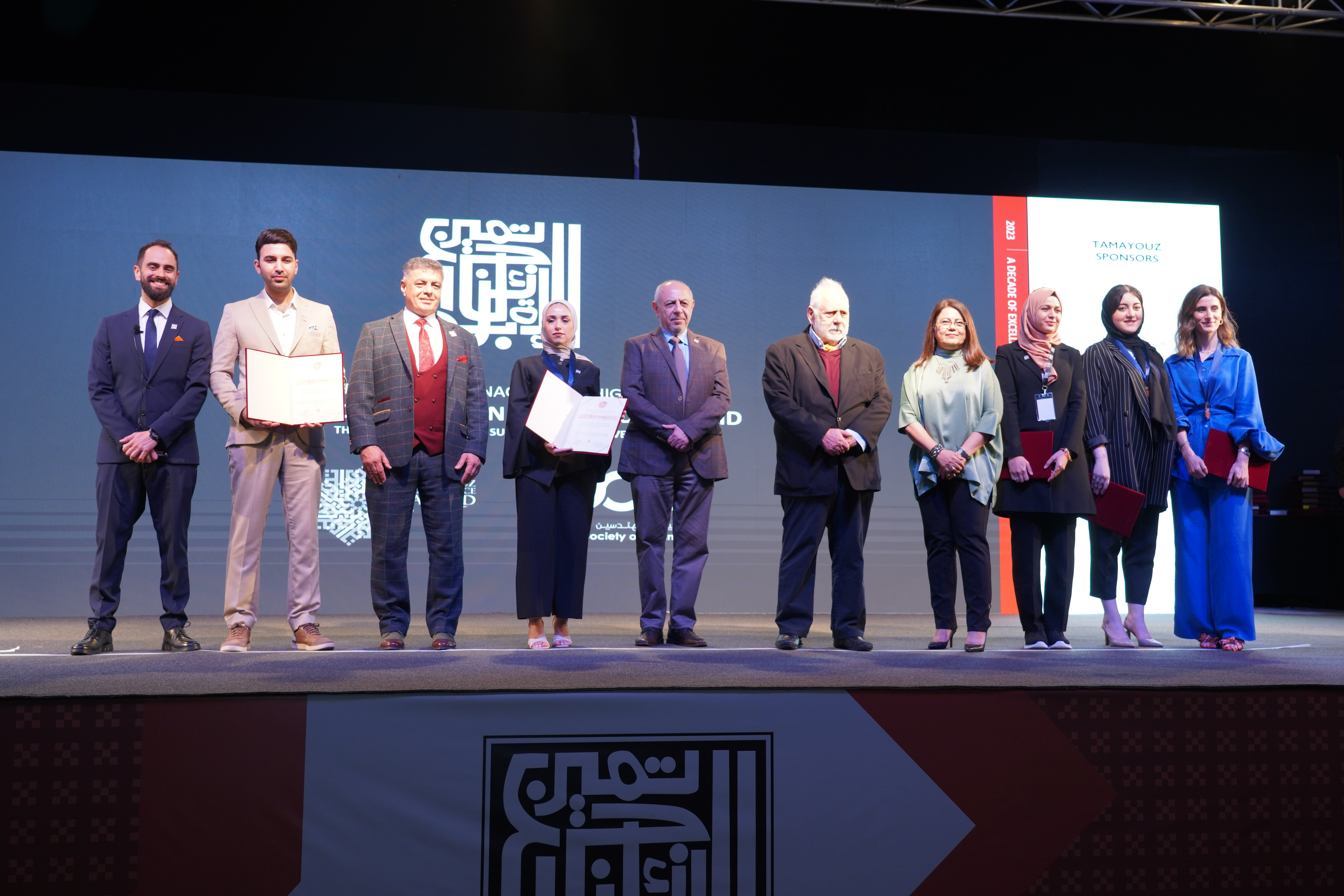
تكريم الفائزين بجائزة مشاريع التخرج العراقية - حفل 2023

| جائزة ديوان للعمارة                                           | هذه مسابقة سنوية، تركز على التحدي الحضري الذي يواجه العراق. تدعو الجائزة المهندسين المعماريين في جميع أنحاء العالم إلى تقديم حلول معمارية تستجيب للموضوع. سميت الجائزة على اسم شركة ديوان للاستشارات الهندسية، ويتم تنظيمها بالتعاون معهم. أطلقت في عام 2018، ودعت الدورة الافتتاحية المعماريين إلى اقتراح حلول لإنشاء مدرسة في أهوار العراق. وفي عام 2019، كان موضوع الجائزة هو إحياء حديقة الأمة في بغداد. وفي عام 2020، كان موضوع الجائزة هو مجمع بيوت الشباب لمدينة الصدر في بغداد. في عام 2021، كان موضوع الجائزة هو ملجأ للفتيات القاصرات اللوات لا مأوى لهن. في عام 2022، كان موضوع الجائزة هو مركز إعادة تأهيل ضحايا الهجمات الإرهابية في العراق. في عام 2023، سيكون موضوع الجائزة تصميم سوق سمك في البصرة. |

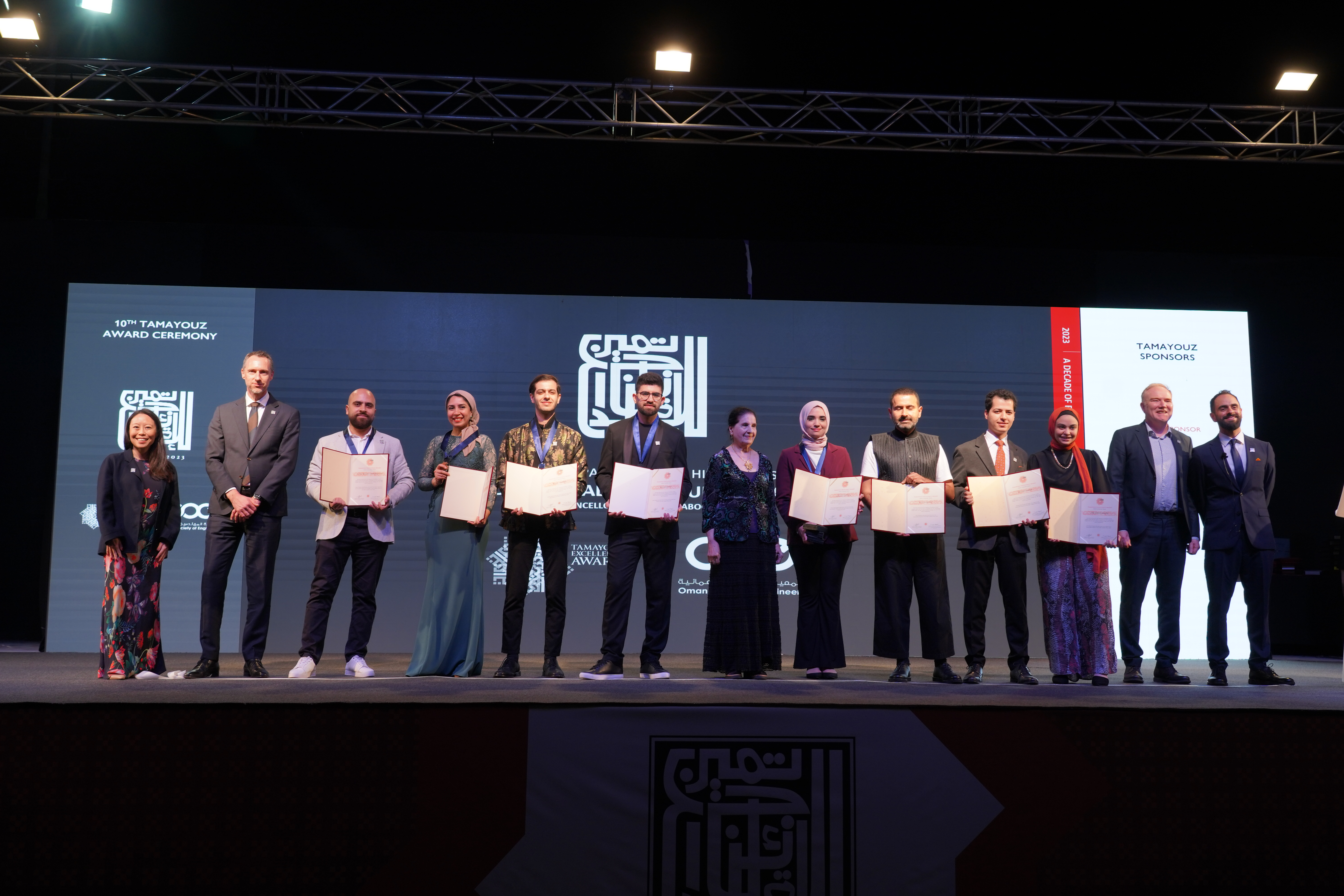
تكريم الفائزين بجائزة رفعت الجادرجي - حفل 2023

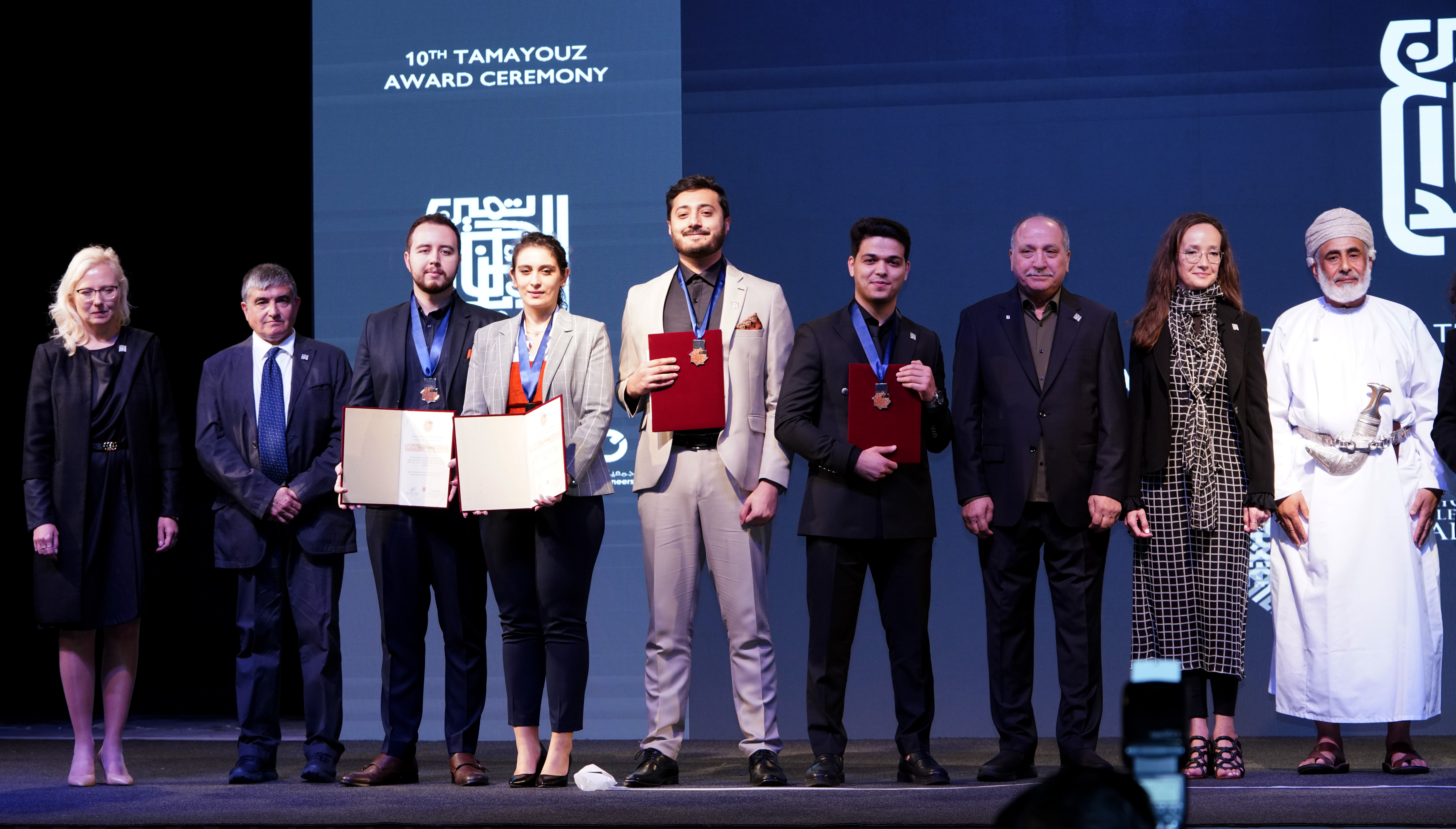
تكريم الفائزين بجائزة ديوان للعمارة - حفل 2023

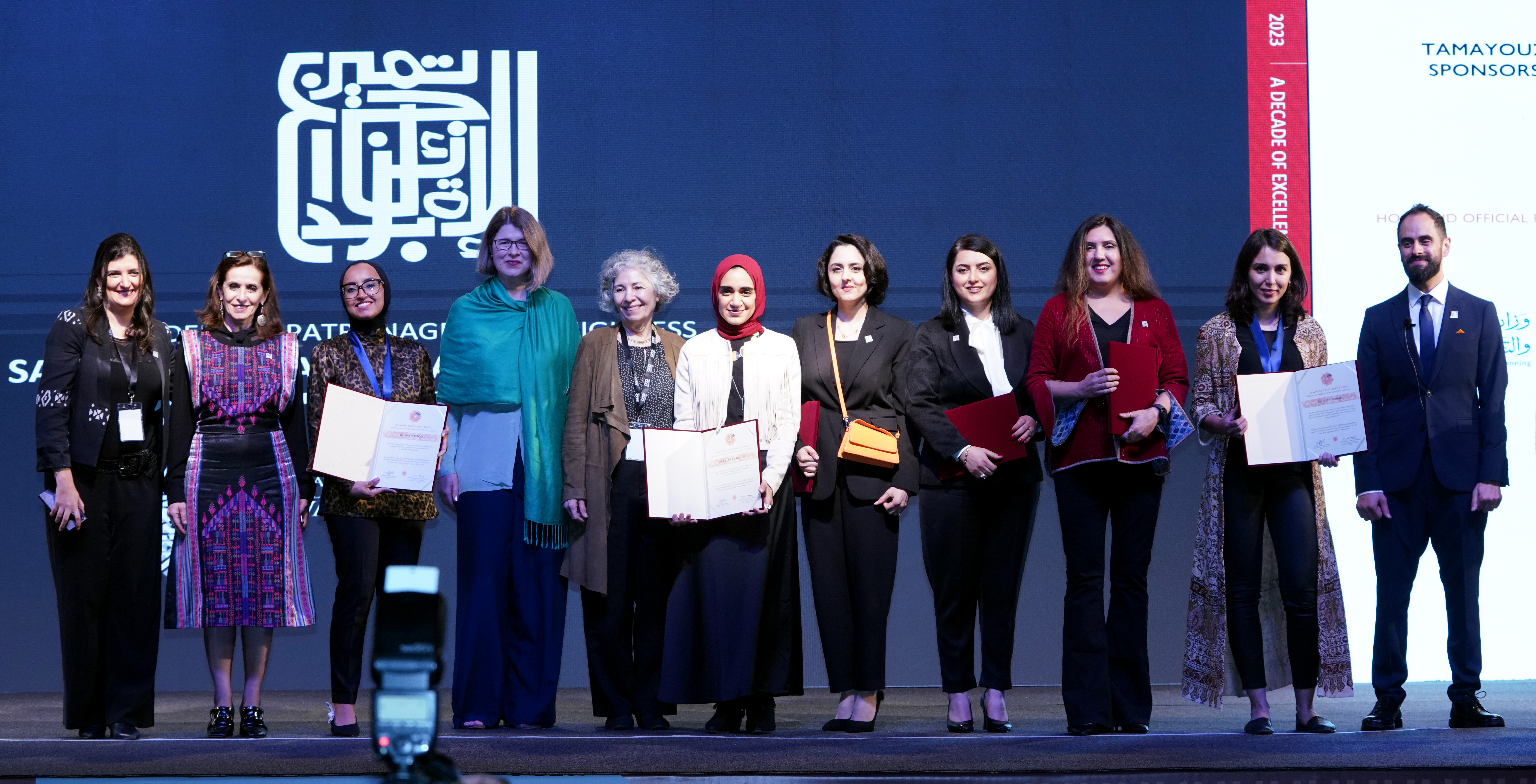
تكريم الفائزين بجائزة المرأة في العمارة - حفل 2023

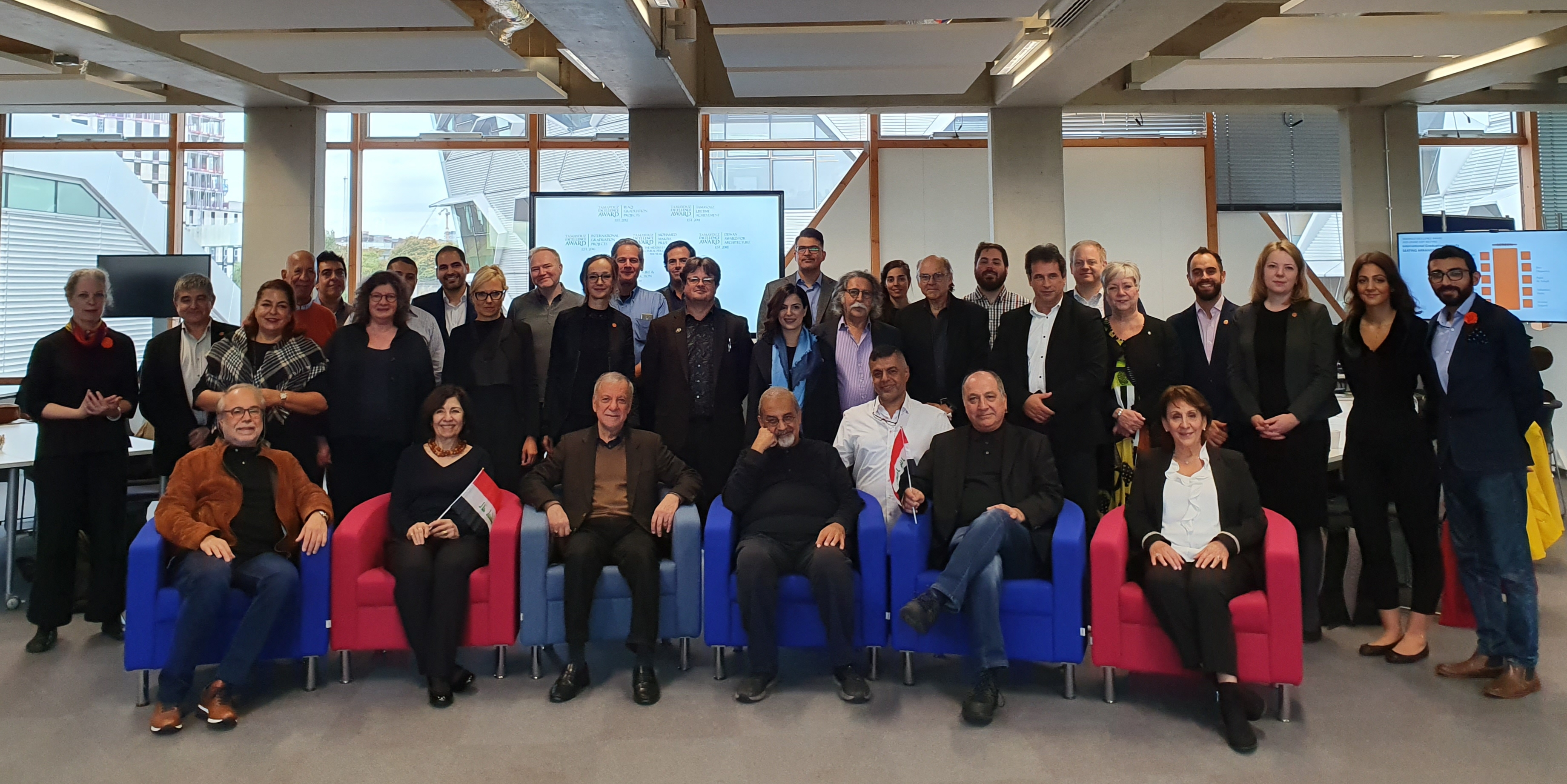
اجتماع لجنة التحكيم السنوي لجائزة تميّز 2019.

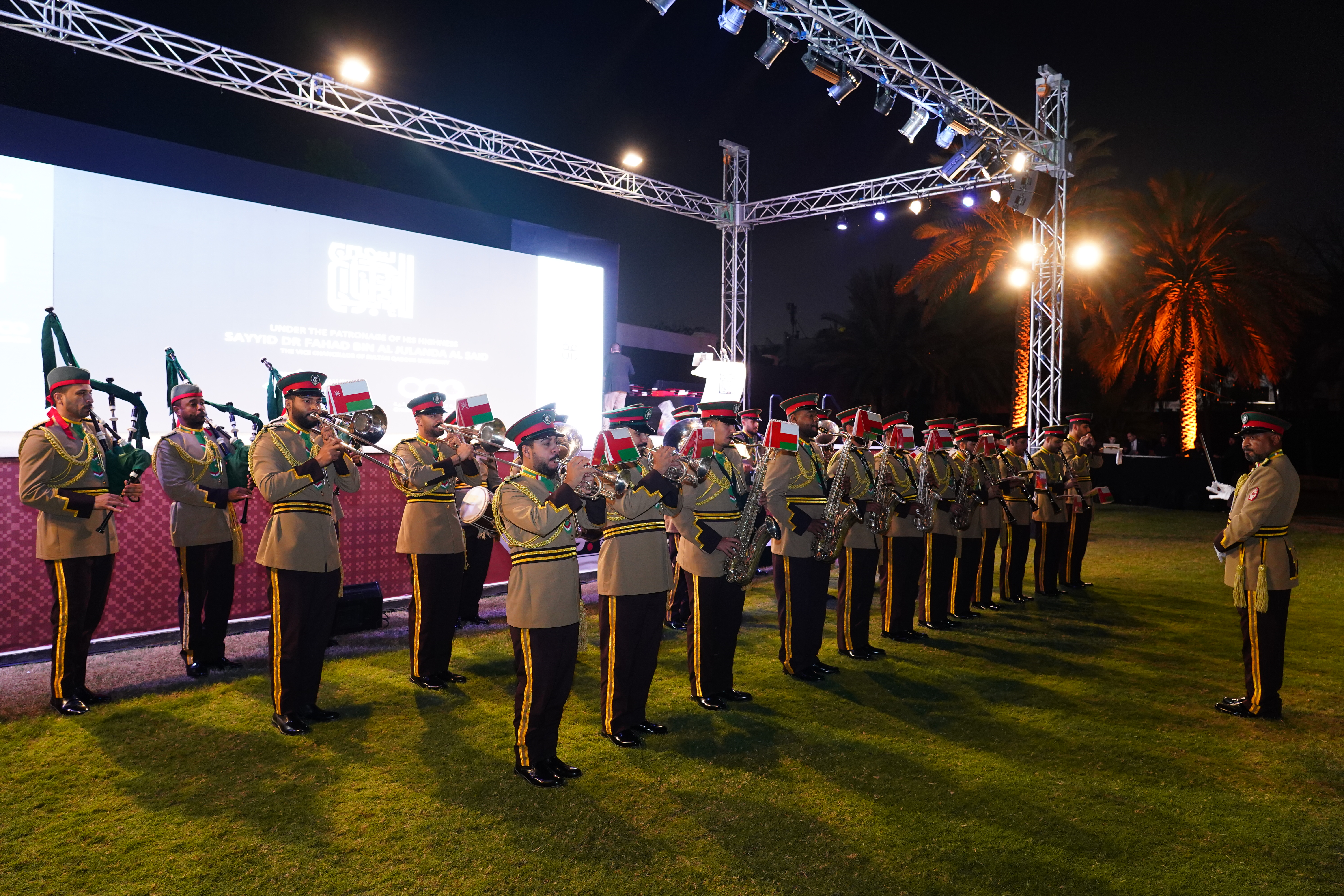
الحفل السنوي العاشر في العاصمة العُمانية مسقط

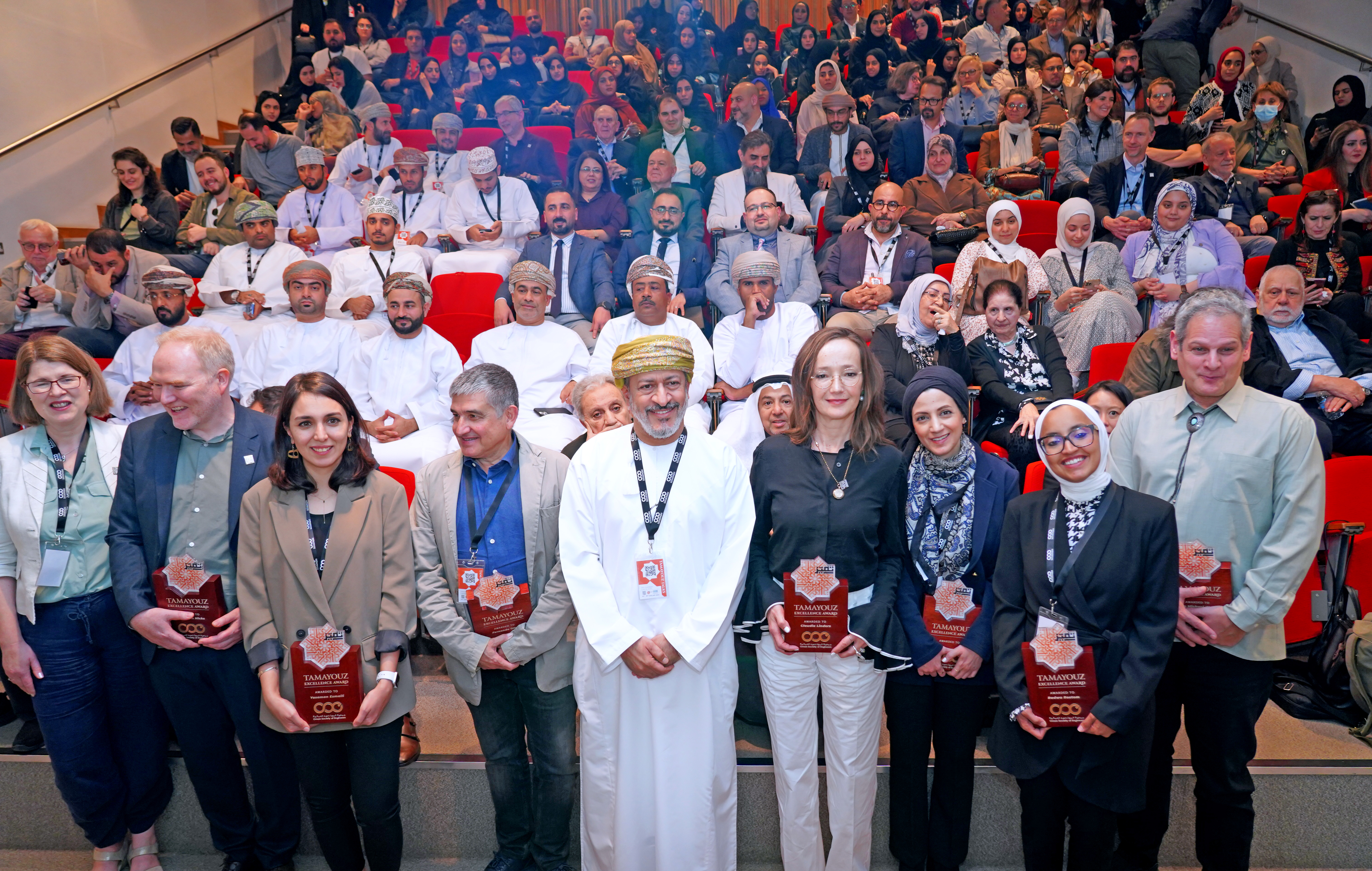
من إحدى محاضرات تميّز - سلطنة عُمان 2023

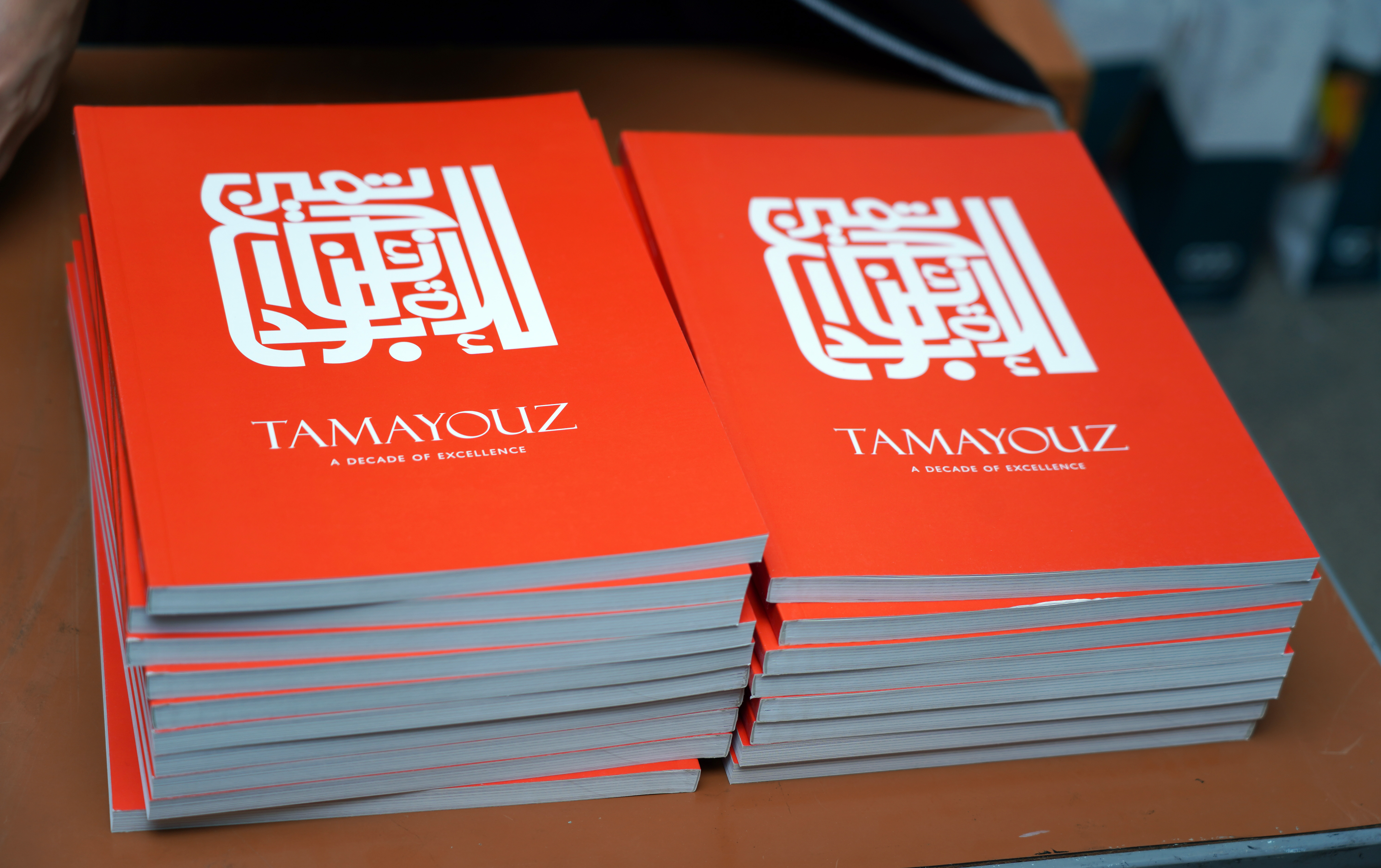
كتاب تميّز - عقد من التميز

| جائزة رفعت الجادرجي                                           | - هذه مسابقة مواضيع سنوية تحمل اسم المعماري العراقي البارز الدكتور رفعت الجادرجي. وهي مسابقة مواضيع دولية تم إطلاقها في عام 2017. في دورتها الافتتاحية، كان الموضوع هو نقص المساكن في الموصل. وفي عام 2018، كان موضوعها هو تحويل مبنى محافظة بغداد القديم إلى مركز تصميم، وفي عام 2019، أقيمت جائزة رفعت الجادرجي بالتعاون مع مؤسسة بارجيل للفنون في الإمارات العربية المتحدة وكان الموضوع هو تصميم متحف للفن العربي الحديث في الشارقة، الإمارات العربية المتحدة. وفي عام 2020، كان موضوع الجائزة هو جسر المشاة الحيوي فوق نهر النيل في القاهرة. |
| جائزة الإنجاز مدى الحياة                                      | تعترف هذه الجائزة بروّاد هندسة العمارة. بين عامي 2014 و2018، كرمت الجائزة معماريين عراقيين رائدين: الدكتور محمد مكية، والدكتور رفعت الجادرجي، والدكتور قحطان المدفعي، وهشام منير، ومعاذ الألوسي. وفي عام 2019، فتحت الجائزةأمام المعماريين البارزين في الشرق الأوسط بأكملها وحصل على جائزة المهندس المعماري الفلسطيني-الأردني الدكتور راسم بدران. وفي عام 2020 حصل عليها المعماري المصري الشهير عبد الحليم إبراهيم عبد الحليم. |
| جائزة مشاريع التخرج العراقية                                  | تعترف هذه الجائزة بمشاريع تخرج طلاب العمارة العراقيين. وقد تم دمج هذه الجائزة مع جائزة مشاريع التخرج الدولية اعتبارًا من عام 2021. |
| جائزة الفن العام في الوطن العربى - جائزة ضياء العزاوى         | تعترف هذه الجائزة بالفن العام في العالم العربي، وهي جائزة نصف سنوية تحمل اسم الفنان العراقي الشهير ضياء العزاوي، وهو أحد رواد الفن العربي الحديث |
| جائزة التقدير الخاص                                           | تهدف هذه الجائزة إلى الاحتفاء والاعتراف بالمساهمات المتميزة في الإنسانية والعمارة والبيئة المبنية، وتقدم سنوياً للأفراد أو المؤسسات. |

## الحكام
منذ عام 2012، دعت جائزة تميّز عددًا من المهندسين المعماريين الدوليين والإقليميين والأكاديميين المعماريين للمشاركة كأعضاء في لجنة التحكيم. بدأت في عام 2012 مع 12 محكمًا، واليوم أصبح عدد لجنة التحكيم 88 محكمًا.
من بين الحكام المشاركين: ستيف أوستن (منذ 2015)، دكتور راسم بدران (منذ 2016)، الدكتورة سيسيليا بيري(منذ 2017)، الدكتورة ويندي بولان (منذ عام 2017)، فرناندو أولبا (منذ عام 2014)، محمد الأعسم (منذ عام 2017)، فيليب مايكل ولفسون (منذ 2016)، كاثرين مكنيل (منذ 2012) ، كنعان مكية (منذ 2017) وسعاد العامري (منذ 2019).

## الحفل
تقيم جائزة تميّز حفلًا سنويًا في نهاية كل عام، تقدم خلاله الجوائز والشهادات والميداليات والدروع إلى الفائزين والمرشحين النهائيين لدورة ذلك العام. يحضر الحفل الحكام والمرشحون النهائيون والفائزون والرعاة والمتطوعون والضيوف المميزون. أقيم الحفل لأول مرة في بغداد، العراق، وأقيم على مدى السنوات العديدة الماضية في عمان، الأردن. وأقيم الحفل السنوي العاشر في يناير 2023 في العاصمة العُمانية مسقط.

## تصميم ورش عمل ومؤتمرات
بعد اجتماع لجنة التحكيم وحفل توزيع الجوائز، تقوم جائزة تميّز بترتيب محاضرات عامة ومؤتمرات وورش عمل مفتوحة للعامة والمهتمين بالهندسة المعمارية.
في عام 2018، أطلقت تميّز ورشة التصميم الأولى في عمّان، الأردن، والتي كانت مفتوحة لطلاب الهندسة المعمارية والتصميم، بالإضافة إلى المتخصصين في هذا المجال. خلال ورشة العمل التي استمرت أسبوعًا تم توزيع المشاركين إلى مجموعات وتشجعتهم على دراسة التحديات الحضرية التي تواجهها عمّان (والتي يمكن تطبيقها على المدن حول العالم). كما دعت الورشة المختصين الحضريين والمهندسين المعماريين ومخططي المدن الدوليين والإقليميين للتحدث عن موضوعات ذات صلة بالتنمية الحضرية. وانتهت ورشة العمل بعروض تقديمية، قدمت فيها الفرق النتائج التي توصلوا إليها والحلول المقترحة.
عقدت تميّز محاضرات عامة في كوفنتري، المملكة المتحدة؛ والإسكندرية، مصر؛ وبيروت، لبنان؛ وعمّان، الأردن. كما تم عقد ورشة عمل تصميمية لمدة أسبوع في عمّان، الأردن في عام 2019.
عقدت تميّز محاضرات عامة في مسقط، عمان. في كل من: جامعة السلطان قابوس، ودار الأوبرا الملكية، وجامع السلطان قابوس الأكبر، والمتحف الوطني في عام 2023.

## الكتاب السنوي
تقوم جائزة تميّز بإطلاق كتابًا سنويًا كل عام توثق فيه الفائزين والمرشحين النهائيين في ذلك العام.

## منصة أفضل مشاريع التخرج المعمارية في العالم
في عام 2022 أطلقت جائزة تميّز منصة أفضل 100 مشروع تخرج معماري في العالم. وهي قاعدة بيانات على الإنترنت تعرض أفضل 100 مشروع تم تقديمه إلى جائزة تميّز لمشاريع تخرج الهندسة المعمارية، وسيتم عرض هذه المشاريع بشكل دائم وستكون متاحة للطلاب في جميع أنحاء العالم. اذ تختار لجنة التحكيم في الجائزة أفضل 100 مشروع من بين المشاريع المقدمة ويتم عرضها كل عام على المنصة.